# بيانزيه
بيانزيه هي بلدية في مقاطعة فرشيلي التابعة لإقليم بييمونتي الإيطالي، حوالي 40 كيلومتر (25 ميل) إلى الشمال الشرقي من مدينة تورينو وحوالي 25 كيلومتر (16 ميل) إلى الغرب من فيرتشيلي.

## السكان
في سنة 1861 بلغ عدد السكان 3٬194 نسمة، وتطور العدد ليصل في سنة 2011 لـ 2٬028 نسمة.
يظهر هذا المخطط البياني تطور النمو السكاني لـ بيانزيه